# 佐用町立佐用中学校
佐用町立佐用中学校（さようちょうりつ さようちゅうがっこう）は、兵庫県佐用郡佐用町本位田乙にある公立中学校。

## 沿革

### 佐用町立佐用中学校（旧）
- 1947年（昭和22年）5月4日 佐用町立佐用中学校設立。
- 1970年（昭和45年）5月 運動場拡張工事完成。

### 佐用町立利神中学校
- 1947年（昭和22年）5月7日 平福町・長谷村・石井村組合立利神中学校設立。石井村に石井分校を設置。
- 1955年（昭和30年）3月1日 佐用町、平福町、長谷村、江川村、石井村が合併して佐用町となったことに伴い、佐用町立利神中学校に改称。
- 1960年（昭和35年）9月 利神中で校歌が制定。

### 江川村立江川中学校
- 1947年（昭和22年）5月10日 江川村立江川中学校設立。
- 1949年（昭和24年）4月1日 江川中が佐用中に統合、江川分校に。

### 佐用町立佐用中学校
- 1975年（昭和50年）4月 佐用中・同校江川分校・利神中・同校石井分校が統合し、現在の佐用町立佐用中学校が設立。

## 年間行事
- 修学旅行（3年生）
- トライやる・ウィーク(2年生)
- 西播大会
- 体育祭
- 文化発表会
- わくわくオーケストラ（1年生）
- 3年生を送る会

## 部活動
- 野球部
- 卓球部
- ソフトテニス部
- 陸上競技部

- 吹奏楽部

## 所在地
- 兵庫県佐用郡佐用町本位田乙104番地5
  - 中国自動車道 佐用ICから西へ約1.6km。
  - JR姫新線・智頭急行智頭線 佐用駅から北へ約2.7km。徒歩約35分。

## 校区
佐用町の内、旧佐用町地区。以下の小学校区に該当する。
- 佐用町立佐用小学校

## 校区が隣接している学校
- 佐用町立上月中学校
- 佐用町立上津中学校
- 宍粟市立千種中学校
- 岡山県美作市立大原中学校
- 岡山県美作市立作東中学校

## 参考
- 佐用町史 下巻（編集：佐用町史編さん委員会 発行：佐用町）